# Self-defence
Als self defence (englisch ‚Selbstverteidigung‘) bezeichnet man im Strafrecht von England und Wales eine defence (Verteidigungseinrede). Sie war ursprünglich nicht gesetzlich geregelt, sondern existierte nur als common law. Nach s. 3 (1) Criminal Law Act 1967 darf eine Person „in dem Maße Gewalt anwenden, wie es in einer bestimmten Situation als vernünftig erscheint, um eine Straftat abzuwehren […]“. Da dies nicht die Fälle erfasst, in denen ein actus reus oder mens rea nicht vorliegt, kommt für diese Konstellationen die self defence aus common law zum Zuge.